# Ribonucleasa de levadura
La ribonucleasa de levadura (EC 3.1.14.1) es una enzima presente en la levadura Saccharomyces cerevisiae, la enzima purificada hidroliza totalmente al ARN de levadura hasta formar nucleósidos 3'-fosfato.
La actividad de la enzima resulta fuertemente inhibida por iones cinc, y la recupera con la adición de agentes quelantes.
La enzima cataliza la escisión exonucleolítica del ARN para formar nucleósidos 3'-fosfato.
Esta enzima es similar a la RNasa U4.